# Juan Celaya
Juan Manuel Celaya Hernández (* 1. September 1998 in Monterrey, Nuevo León) ist ein mexikanischer Wasserspringer, der im 1-m- und 3-m-Kunstspringen startet.

## Laufbahn
Celayas internationale Karriere kam 2019 in Fahrt, als er bei den im Juli 2019 ausgetragenen Schwimmweltmeisterschaften zusammen mit seinem Partner Yahel Castillo beim Synchronspringen vom 3-Meter-Brett die Bronzemedaille gewann. Im folgenden Monat gewann er bei den Panamerikanischen Spielen 2019 in Lima zwei Goldmedaillen (im Einzelsprung vom Ein-Meter-Brett sowie im Synchronspringen vom Drei-Meter-Brett wiederum gemeinsam mit seinem Landsmann Yahel Castillo) und eine Silbermedaille im Einzelsprung vom Drei-Meter-Brett.
Zwei Jahre später nahm Celaya bei den wegen der COVID-19-Pandemie erst 2021 ausgetragenen Olympischen Spielen 2020 in Tokio teil. Dort trat er erneut mit seinem Partner Yahel Castillo an und belegte beim Synchronspringen vom Drei-Meter-Brett den vierten Platz.
Drei Jahre später gewann er bei den Olympischen Spielen 2024 in Paris mit seinem neuen Partner Osmar Olvera in derselben Disziplin die Silbermedaille.